# Martin Kröger (Physiker)

Martin Kröger (ca. 2020)

Martin Kröger (* 21. März 1965 in Rheinhausen) ist ein deutscher und Schweizer Physiker und Hochschullehrer.

## Leben
Martin Kröger wurde 1965 als Sohn des Bauingenieurs Ulrich Kröger und dessen Ehefrau, der Apothekerin Jutta Brigitte Kröger geb. Hampel, geboren. Nach dem Schulbesuch 1975 bis 1984 am Gymnasium Adolfinum Moers und einer zweijährigen Wehrpflichtzeit studierte er Mathematik und Physik an der Technischen Universität Berlin. 1994 promovierte er zum Dr. rer. nat. 2001 habilitierte er sich in Theoretischer Physik, 2006 habilitierte er in Computergestützter Polymerphysik. Seit 2006 ist er Professor für Computational Polymer Physics an der ETH Zürich.
Er ist Buchautor, Verfasser zahlreicher Publikationen in Fachzeitschriften, Mitglied des Direktoriums des PolyHub in Knoxville (Tennessee) und Mitglied des redaktionellen Beirats verschiedener Zeitschriften wie etwa des Journal of Non-Newtonian Fluid Mechanics, Polymers und Open Physics. Seit 1998 ist er Editor-in-Chief des wissenschaftlichen Journals Applied Rheology.
Für seine Arbeiten zur Theorie und Modellierung von anistropen Fluiden wurde Kröger mehrfach ausgezeichnet, unter anderem 1995 mit dem Carl-Ramsauer-Preis für seine Dissertation. Für seine Tätigkeit als Gutachter für Manuskripte, die wissenschaftlichen Journalen zur Publikation angeboten werden, wurde er ebenfalls mehrfach gewürdigt, beispielsweise im September 2018 in den Kategorien 'Top Reviewer for Physics' und 'Chemistry' von publons.

## Arbeiten und Forschungsschwerpunkte
- Stochastische Differentialgleichungen
- Computersimulation
- Polymerschmelzen
- Verschlaufungen
- Biophysik
- Physikalische Netzwerke
- Molekulardynamik

## Veröffentlichungen
- Rheologie und Struktur von Polymerschmelzen. Wissenschaft-und-Technik-Verlag, Berlin 1995, ISBN 3-928943-19-7 (Dissertation, TU Berlin, 1995).
- Models for polymeric and anisotropic liquids (= Lecture Notes in Physics. Vol. 675). Springer, New York 2005, ISBN 3-540-26210-5.
- diverse wissenschaftliche Publikationen[11]